# 1929–1930-as osztrák labdarúgó-bajnokság (első osztály)
Az 1929–1930-as osztrák labdarúgó-bajnokság az osztrák labdarúgó-bajnokság legmagasabb osztályának tizenkilencedik alkalommal megrendezett bajnoki éve volt. 
A pontvadászat 11 csapat részvételével zajlott. A bajnokságot a Rapid Wien csapata nyerte.  

## A bajnokság végeredménye
| #  | Csapat           | M  | Gy | D | V  | RG | KG | P  |
| -- | ---------------- | -- | -- | - | -- | -- | -- | -- |
| 1  | SK Rapid Wien    | 20 | 13 | 4 | 3  | 67 | 29 | 30 |
| 2  | SK Admira Wien   | 20 | 12 | 5 | 3  | 56 | 34 | 29 |
| 3  | First Vienna FC  | 20 | 12 | 4 | 4  | 51 | 31 | 28 |
| 4  | Wiener AC        | 20 | 10 | 5 | 5  | 39 | 29 | 25 |
| 5  | FK Austria Wien  | 20 | 9  | 2 | 9  | 56 | 43 | 20 |
| 6  | Floridsdorfer AC | 20 | 6  | 6 | 8  | 35 | 45 | 18 |
| 7  | SC Nicholson     | 20 | 6  | 6 | 8  | 28 | 45 | 18 |
| 8  | SC Wacker        | 20 | 7  | 3 | 10 | 34 | 47 | 17 |
| 9  | Wiener Sportclub | 20 | 6  | 3 | 11 | 33 | 47 | 15 |
| 10 | Hakoah Vienna    | 20 | 4  | 2 | 14 | 31 | 61 | 10 |
| 11 | ASV Hertha       | 20 | 3  | 4 | 13 | 33 | 52 | 10 |

- A Rapid Wien az 1929-30-as szezon bajnoka.
- A Rapid Wien és a First Vienna FC részt vett az 1930-as közép-európai kupában.
- A Hakoah Vienna és az ASV Hertha kiesett a másodosztályba (2. Klasse).